# Tra le mie canzoni
Tra le mie canzoni, pubblicato nel 2000, è il settimo album del cantautore italiano Biagio Antonacci.

## Il disco
Dopo il successo del precedente lavoro, Mi fai stare bene, Biagio Antonacci ritorna sulla scena musicale con una raccolta dei suoi pezzi migliori, contenente anche due inediti; quattro canzoni sono registrazioni live e altre cinque ri-arrangiamenti.

## Tracce
1. Guardami (intro) - 1:08
2. Ti ricordi perché - 4:05
3. Le cose che hai amato di più - 4:17
4. Danza sul mio petto - 3:54 (versione 2000)
5. In una stanza quasi rosa - 4:23 (versione 2000)
6. C'è ancora qualcuno - 3:58 (versione 2000)
7. Non so più a chi credere - 3:55 (versione 2000)
8. Liberatemi - 3:45 (versione 2000)
9. Non è mai stato subito (live) - 4:56
10. Se io, se lei (live) - 4:40
11. Alessandra (live) - 4:31
12. Così presto no (live) - 4:53
13. Si incomincia dalla sera - 3:34
14. Se è vero che ci sei - 4:38
15. Quanto tempo e ancora - 4:00
16. Iris (tra le tue poesie) - 4:01
17. Cercasi disperatamente amore - 4:29

## Musicisti
- Biagio Antonacci - voce, pianoforte, Fender Rhodes
- Mattia Bigi - basso
- Arcangelo Cavazzuti - batteria
- Saverio Lanza - tastiera, pianoforte, basso, chitarra
- Paolo Costa - basso
- Fabio Coppini - tastiera, pianoforte
- Emiliano Fantuzzi - chitarra acustica
- Gabriele Fersini - chitarra acustica, chitarra elettrica
- Mel Gaynor - batteria
- Alessandro Magri - tastiera, pianoforte
- Paolo Giordano - slide guitar
- Claudio Golinelli - basso
- Mauro Malavasi - percussioni
- Eugenio Mori - batteria
- Roberto Oreti - chitarra acustica, chitarra elettrica
- Cristiano Dalla Pellegrina - batteria, percussioni
- Massimo Varini - chitarra acustica, chitarra elettrica

## Classifiche

### Classifiche settimanali
| Classifica (2000) | Posizione massima |
| ----------------- | ----------------- |
| Europa            | 37                |
| Italia            | 4                 |
| Svizzera          | 57                |

### Classifiche di fine anno
| Classifica (2000) | Posizione |
| ----------------- | --------- |
| Italia            | 14        |
| Classifica (2001) | Posizione |
| Italia            | 29        |